# Apicia asopia
Apicia asopia är en fjärilsart som beskrevs av Druce 1892. Apicia asopia ingår i släktet Apicia och familjen mätare. Inga underarter finns listade i Catalogue of Life.